# Synhalcurias elegans
Synhalcurias elegans är en havsanemonart som först beskrevs av Wassilieff 1908.  Synhalcurias elegans ingår i släktet Synhalcurias och familjen Actinernidae. Inga underarter finns listade i Catalogue of Life.